# 瞪鞋搖滾
瞪鞋搖滾（又稱盯鞋搖滾、鞋搖滾、低搖滾、自赏搖滾，簡稱Shoegaze），是一種另類搖滾支派，出現於1980年代晚期的英國，並於1990年及1991年達到顛峰。英國音樂刊物——特別《NME》與《Melody Maker》——將此風格命名為「瞪鞋搖滾」，是因為這些樂團在現場演出時經常站著不動，全神貫注於在地上的效果器，貌似盯著他們的鞋子一樣。
瞪鞋搖滾常在音樂中玩弄吉他效果，加上不清楚的聲線旋律，融入吉他富有創意的噪音背景中。人們將瞪鞋搖滾與倫敦其他相關樂團形容是「自賞」或「自娛」。1990年代，瞪鞋搖滾樂團被美國的油漬搖滾風潮蓋過，進而促使相對較不知名的瞪鞋搖滾樂團解散或改換其他樂風。

## 特征
钉鞋摇滚以层层叠叠的高失真电吉他音墙以及起起伏伏的旋律为主要特征,使人在能听到不同乐器细节的同时又不容易分出它们的层次.这种音乐类型通常“声音极其嘈杂，伴随着长而低沉的重复乐段、失真波和级联反馈。歌声和旋律浸泡在吉他的声响中。”

## 没落
在20世纪末期伴随着西雅图油渍摇滚和英伦摇滚的兴起，盯鞋的热度逐渐消退，shoegaze乐队有的转型去做更加流行的风格，有的人则转向了更加小众的方向，剩余的也都纷纷解散。

## 专辑作品
Nowhere——Ride
Going Blank Again——Ride
Loveless——My bloody Valentine
souvlaki——Slowdive

## 外部連結
- musicOMH.com 自賞搖滾復興 （页面存档备份，存于）